# 莫兰盖姆
莫兰盖姆（法語：Moringhem，法語發音：[mɔʁɛ̃ɡɛm]）是法国上法蘭西大區加来海峡省的一个市镇，属于圣奥梅尔区。

## 地理
莫兰盖姆（50°45'48"N, 2°7'39"E）面积9.98 平方千米，位于法国上法蘭西大區加来海峡省，该省份为法国北部沿海省份，西北濒北海，南至索姆省，东临北部省。
与莫兰盖姆接壤的市镇（或旧市镇、城区）包括：乌勒、阿坎-韦斯特贝库尔、布瓦丹冈、芒克-诺尔贝库尔、穆勒、凯尔姆、塞尔克、聚多斯克。

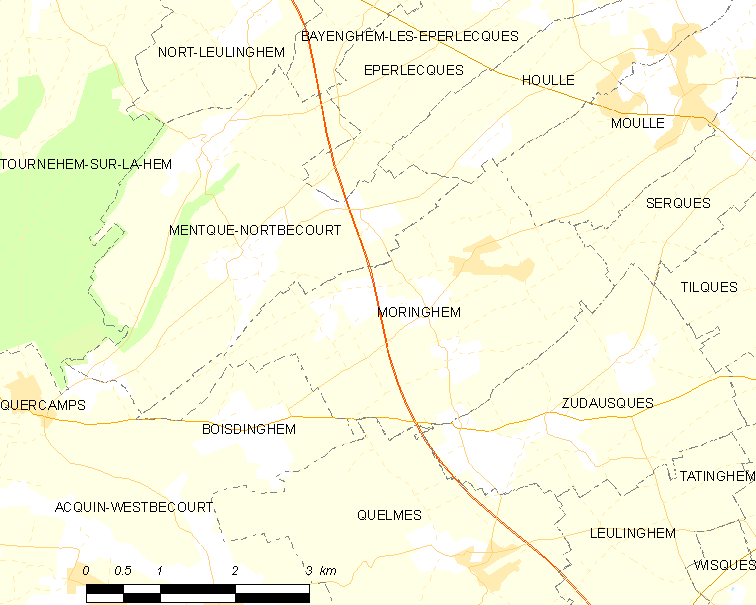
莫兰盖姆的OSM定位图

莫兰盖姆的时区为UTC+01:00、UTC+02:00（夏令时）。

## 行政
莫兰盖姆的邮政编码为62910，INSEE市镇编码为62592。

## 政治
莫兰盖姆所属的省级选区为圣奥梅尔县。

## 人口

1962-2008年间莫兰盖姆人口变化图示

莫兰盖姆于2022年1月1日时的人口数量为555人。